# 鹿児島市立南方小学校
鹿児島市立南方小学校（かごしましりつ みなみかたしょうがっこう）は、鹿児島県鹿児島市川田町にある公立小学校。

## 沿革
- 1879年（明治12年） - 東俣小学校及び厚地小学校が設置される[1]。
- 1892年（明治25年） - 東俣小学校及び厚地小学校を統合し、南方尋常小学校として設置される[1]。
- 1919年（大正8年） - 児童数増加に伴い、南方小学校から厚地に小学校を分割設置することについてに反対する生徒による同盟休校（ストライキ）が行われる[2]。
郡山村が厚地に小学校を設置し、南方小学校の区域を分割する方針で押し進めた結果、分割に反対する東俣の住民は郡山村より東俣を分離して当時隣接していた伊敷村に編入するべく、鹿児島県に分村の申請をするまでの事態に発展したが、県によって申請は却下された[3]。（詳細は「花尾町 (鹿児島市)#学校を巡る対立と花尾小学校」を参照）
- 1920年（大正9年） - 児童数増加に伴い、花尾尋常小学校（現在の鹿児島市立花尾小学校）が分離[4]。同時に南方尋常小学校も現在地に移転[2]。
- 1922年（大正11年） - 高等科を併置したのに伴い、南方尋常高等小学校に改称[2]。
- 1941年（昭和16年） - 国民学校令が施行されたのに伴い、南方国民学校と改称。
- 1947年（昭和22年） - 郡山村立南方小学校と改称。
- 1956年（昭和31年） - 郡山村が町制施行し郡山町となったのに伴い、郡山町立南方小学校と改称。
- 2004年（平成16年） - 郡山町が鹿児島市に編入されたのに伴い、鹿児島市立南方小学校と改称。

## 通学区域
南方小学校の通学区域には以下の町丁の区域が指定されている。
- 東俣町の一部
- 川田町の全域